# تسوبامه گائشی
تسوبامه گائشی (به ژاپنی: 燕返し)-(به انگلیسی: Tsubame gaeshi) یکی از فنون و تکنیک‌های دستهٔ ناگه-وازا رشتهٔ ورزشی جودو است که در زیردستهٔ آشی-وازا دسته‌بندی می‌شود.